# Zakynthos
Zakynthos (grekiska: Ζάκυνθος; italienska: Zante) är en grekisk ö i Joniska havet, en av de joniska öarna utanför Greklands västkust, med omkring 40 000 invånare och en yta på 407 km².
Zakynthos är i väster bergigt, medan det på sydkusten finns fina sandstränder. I öns mellersta delar finns ett stort, bördigt slättland. En av de mer populära sandstränderna är Navagio (bilden) som endast kan nås via båt. Populära turistorter är Kalamaki, Laganás, Tsilivi, Argassi och Zakynthos stad.
De viktigaste näringarna på Zakhyntos är turism och jordbruk. Ön exporterar korinter, oliver och vindruvor.

## Historia
Ön Zakynthos har varit bebodd åtminstone sedan yngre stenålder. I de homeriska sagorna var ön en del av Odysseus kungarike, och under klassisk tid räknades den som en achaisk koloni. Efter att länge ha utgjort en självständig fristat, om än under växlande inflytande från Aten och Sparta, kom den under makedonskt och sedan, omkring 200 f Kr., under romerskt välde.
Vid romarrikets delning år 395 e.Kr. kom Zakynthos att tillhöra den östra rikshalvan, det bysantinska riket. Ön erövrades på 1000-talet av normanderna. Från 1200-talet, efter det fjärde korståget, styrdes den och grannön Kefalinia av familjen Orsini, och därefter av familjen Tocca, som hade öarna i län av huset Anjou i Neapel.
Mellan 1479 och 1797 tillhörde Zakhyntos Republiken Venedig. Venetianerna gav Zakynthos smeknamnet Fior di Levante ("Levantens blomma") på grund av öns skönhet. Under Napoleonkrigen tillhörde den, tillsammans med de övriga Joniska öarna, den kortlivade Septinsularrepubliken. År 1809 tog Storbritannien över hela ögruppen och innehade den (som Joniska öarnas förenta stater) fram till 1864, då den avträddes till Kungariket Grekland.
På ön dog den flamländske anatomikern Andreas Vesalius år 1564.
Ön har flera gånger drabbats av jordbävningar, bland annat 1893. Ännu en svår jordbävning drabbade ön 1953, då stora delar av Zakynthos stad lades i ruiner. Då förstördes många av stadens byggnader i klassisk venetiansk stil. Staden är sedan dess återuppbyggd.
Det finns få lämningar kvar från antiken. Från tidigbysantinsk tid finns enstaka fresker bevarade, men de byggnadsverk de har tillhört har förstörts i jordbävningar.

## Karettsköldpaddor
På några av Zakynthos sandstränder lägger oäkta karettsköldpaddor sina ägg. Varje år i juni kommer honorna åter för att, på natten, lägga sina ägg i den varma sanden. Två månader senare, i september, kläcks äggen och de små ungarna kravlar sig upp ur sanden och sedan, med risk för sina liv, ner till vattnet. Även detta sker nattetid. Sköldpaddorna måste dock konkurrera med turisterna om de attraktiva sandstränderna. På senare år har myndigheterna och personer som livnär sig på turismen upptäckt värdet av sköldpaddorna och regler och restriktioner har införts på vissa stränder. Ett område är numera marin nationalpark.